# Крайгорци
Крайгòрци е село в Североизточна България, община Върбица, област Шумен.

## География
Село Крайгорци се намира на около 44 km югозападно от областния център град Шумен, около 8 km запад-югозападно от общинския център град Върбица и около 14 km североизточно от град Котел. Разположено е в североизточната част на Котленска планина, в историко-географската област Герлово, около 4 – 5 km североизточно от връх „Али Баба“. Две дерета с подхранвани от планински извори водни течения се спускат източно и западно (река Калвандере) покрай селото. Климатът е умереноконтинентален. Надморската височина в центъра на селото при сградата на кметството е около 396 m, а теренът е с преобладаващ слаб наклон на север.
Общинският път от Крайгорци на североизток след селата Чернооково и Божурово се разклонява. Лявото разклонение води през село Величка към връзка с третокласния републикански път III-706, а дясното – през село Станянци към връзка с първокласния републикански път I-7.
Землището на село Крайгорци граничи със землищата на: село Звездица на север; село Чернооково на изток; град Върбица на юг; село Медвен на югозапад (граничен участък около 430 m); село Ябланово на запад.
В южния край на селото има водоем с площ около 0,43 ha (поземлен имот с кадастрален идентификатор 39298.19.76).

## Население
Числеността на населението на село Крайгорци според преброяванията през годините е както следва:
| \| Година на преброяване \| Численост \| \| --------------------- \| --------- \| \| 1934 \| 175 \| \| 1946 \| 215 \| \| 1956 \| 247 \| \| 1965 \| 292 \| \| 1975 \| 312 \| \| 1985 \| 329 \| \| 1992 \| 230 \| \| 2001 \| 208 \| \| 2011 \| 206 \| \| 2021 \| 138 \| |           |
| Година на преброяване | Численост |
| 1934 | 175       |
| 1946 | 215       |
| 1956 | 247       |
| 1965 | 292       |
| 1975 | 312       |
| 1985 | 329       |
| 1992 | 230       |
| 2001 | 208       |
| 2011 | 206       |
| 2021 | 138       |

Етническият състав на населението по данните за етническите групи според преброяването на населението през 2011 г. е както следва:
|                     | Численост | Дял (в %) |
| Общо                | 206       | 100.00    |
| Българи             | –         | –         |
| Турци               | 196       | 95.14     |
| Цигани              | –         | –         |
| Други               | –         | –         |
| Не се самоопределят | –         | –         |
| Неотговорили        | 10        | 4.85      |

## История
Селото е в България от 1878 г. То носи името Абдулрàхманлар до 1934 г., когато е преименувано на Крайгорци.
През 1959 г. в Крайгорци е създадено начално училище „Христо Ботев“. Със заповед РД-14-16 от 17.04.1998 г. на МОН, началното училище в Крайгорци и основното училище „Гео Милев“ – село Чернооково, се преобразуват в Основно училище „Гео Милев“ – село Чернооково, Шуменско.
Читалище в Крайгорци съществува в периода 1979 – 1997 г. След излизането през 1996 г. на Закона за народните читалища читалището не е регистрирано в съда, поради което преустановява дейността си.

## Обществени институции
Село Крайгорци към 2023 г. е център на кметство Крайгорци.
В селото към 2023 г. има джамия.